# روبرت براون بوتير
روبرت براون بوتير (بالإنجليزية: Robert Brown Potter)‏ هو ضابط أمريكي، ولد في 16 يوليو 1829 في سكنيكتادي في الولايات المتحدة، وتوفي في 19 فبراير 1887 في نيوبورت في الولايات المتحدة.